# باداجینی، ویکتوریا
باداجینی (به انگلیسی: Baddaginnie) یک شهرک در استرالیا است که در ویکتوریا (استرالیا) واقع شده‌است.